# Pseudencyrtus ixion
Pseudencyrtus ixion är en stekelart som först beskrevs av Trjapitzin 1967.  Pseudencyrtus ixion ingår i släktet Pseudencyrtus och familjen sköldlussteklar. Inga underarter finns listade i Catalogue of Life.